# هانای آزاد
هانای آزاد (انگلیسی: Hannah Free) یک فیلم در سبک درام و رمانتیک به کارگردانی وندی جو کارلتون است که در سال ۲۰۰۹ منتشر شد. از بازیگران آن می‌توان به شارون گلس و تیلور میلر اشاره کرد.